# 竹内実花
竹内実花（たけうち・みか）は暗黒舞踏家を名乗る舞踏家。

## 人物
1995年より舞踏を始める。
1996年より札幌を拠点にして活動する「偶成天」に旗揚げより所属し　衣装デザイン・美術を担当する。
1997年、ヨルダン国際ダンスフェスティバルにて布上ダンスカンパニー客演。
2002年「竹内実花BUTOH研究所」開設
舞踏ワークショップは海外からの参加者を受け入れている。ボディラーニング・セラピーと呼ぶ心身統合セラピストとしても活躍し、精神科ディケアでの「ダンスセラピー」「リラクセイション」「リワーク」などの指導(1999 -)。
2005年、日本ダンス・セラピー協会認定ダンスセラピスト資格取得。
2007年から同協会理事。
ソロ活動では　オペラ、ホーミー、ジャズ、人形劇などとのコラボレーションを行う。